# Astragalus didymocarpus
Astragalus didymocarpus es una especie de planta herbácea perteneciente a la familia de las leguminosas. Es originaria de América del Norte. 

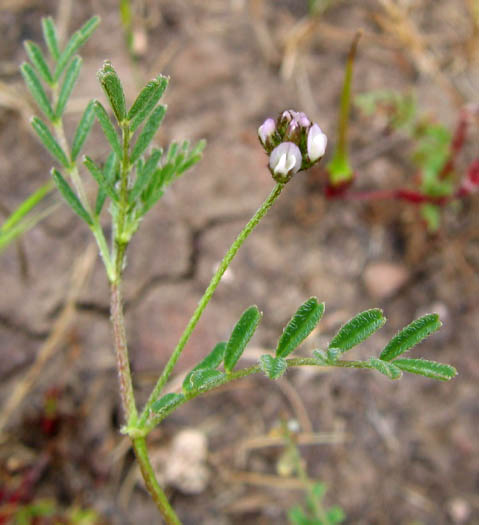
Vista de la planta

## Descripción
Es una delgada hierba peluda anual que crece erecta, alcanzando unos 30 centímetros de altura, inclinada, o en el suelo en un grupo que se propaga. Las hojas son de hasta 7 u 8 centímetros de largo y se componen de foliolos estrechos para  oblongos. La inflorescencia es un racimo de hasta 30 flores blancas teñidas de púrpura, cada una por debajo de un centímetro de largo. La inflorescencia está cubierta de pelos largos en blanco y negro. El fruto es una pequeña  legumbre esférica de unos pocos milímetros de ancho que se seca en una textura parecida al papel rígido.

## Distribución
Es una planta herbácea perennifolia que se encuentra en Estados Unidos y México.

## Taxonomía
Astragalus didymocarpus fue descrita por Hook. & Arn.  y publicado en The Botany of Captain Beechey's Voyage 334, pl. 81. 1841[1838].
Etimología
Astragalus: nombre genérico derivado del griego clásico άστράγαλος y luego del Latín astrăgălus aplicado ya en la antigüedad, entre otras cosas, a algunas plantas de la familia Fabaceae, debido a la forma cúbica de sus semillas parecidas a un hueso del pie.
didymocarpus: epíteto latíno que significa "con doble fruto"
Variedades aceptadas
- Astragalus didymocarpus var. dispermus (A.Gray) Jeps.
- Astragalus didymocarpus var. milesianus (Rydb.) Jeps.
- Astragalus didymocarpus var. obispensis (Rydb.) Jeps.

Sinonimia
- Astragalus catalinensis Nutt.
- Astragalus didymocarpus var. daleoides Barneby
- Astragalus didymocarpus var. didymocarpus
- Hesperastragalus catalinensis (Nutt.) Rydb.
- Hesperastragalus compactus A.Heller
- Hesperastragalus didymocarpus (Hook. & Arn.) A.Heller
- Tragacantha didymocarpa (Hook. & Arn.) Kuntze[4][5]